# 金狼
金狼（Canis lupaster）是原产于北非，西非，萨赫勒，东非北部和非洲之角的犬科动物。它是由72％灰狼（Canis lupus）和28％埃塞狼（Canis simensis）血统遗传混合的后代。在IUCN红色名单上它被列为无危物种。在阿特拉斯山脉，其分布的最高海拔可达1,800米（5,900英尺）。它主要是一种积极的捕食者，猎物体型从无脊椎动物到瞪羚幼崽体型的哺乳动物，有时甚至会捕食更大的动物。金狼的食性还包括动物尸体、人类垃圾和植物果实。金狼是一夫一妻制和领地性物种；较年长的幼崽仍留在家庭中帮助养育其父母更新一代的幼崽。
金狼过去被视为亚洲胡狼的非洲种群，其至少一个亚种（C. a. lupaster）曾被归类为灰狼的亚种。在2015年，对该物种的线粒体DNA和核基因组进行了一系列分析结果表明，它实际上与亚洲胡狼不同，并且与灰狼、埃塞狼和郊狼密切相关。尽管如此，正如以色列19世纪的圈养杂交实验所表明的那样，它与亚洲胡狼仍为近亲，能够杂交并产出后代。
金狼在某些非洲文化中扮演着重要作用。在北非的民间传说中，它被视为一种不可信赖的动物，其身体部位可用于医疗或仪式目的。在塞内加尔的Serer宗教中，金狼受到高度的重视，被认为是由鲁格神创造的第一种动物。

## 形态描述

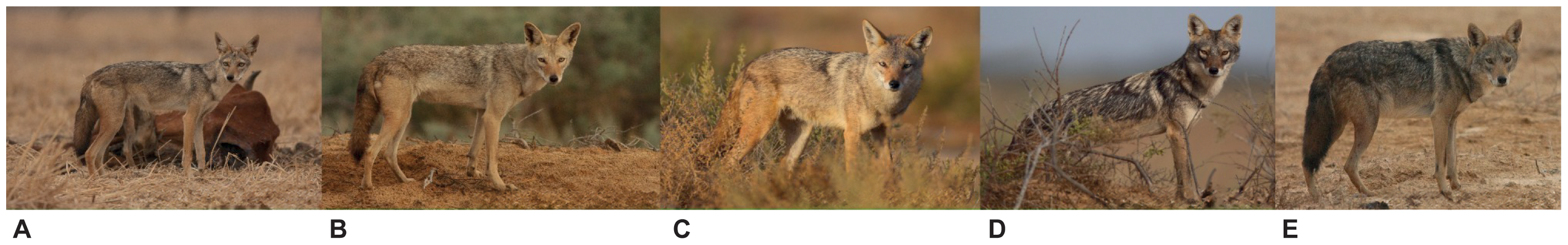
各种金狼表型，范围从纤细的胡狼形态到更健壮的狼形态。

金狼的大小介于非洲胡狼（黑背胡狼和侧纹胡狼）和灰狼的小亚种之间， 雌雄同体的体重均为7-15千克，站立40厘米高。但金狼不同地区的体型差异很大，西非和北非的个体比东非的表亲要大。它的鼻子和耳朵比较长，尾巴比较短，只有20厘米长。毛皮的颜色会因季节和地理位置而异，但其典型的颜色是淡黄色至银灰色，四肢略带红色，尾巴和肩膀上有黑色斑点。喉咙、腹部和面部的纹路通常是白色的，眼睛是琥珀色的。雌性有两到四对乳头。尽管在表面上与亚洲胡狼（特别是在东非）相似，但金狼的吻部更尖，牙齿更尖锐更结实。金狼的耳朵相对亚洲胡狼较长，头骨的前额更高。

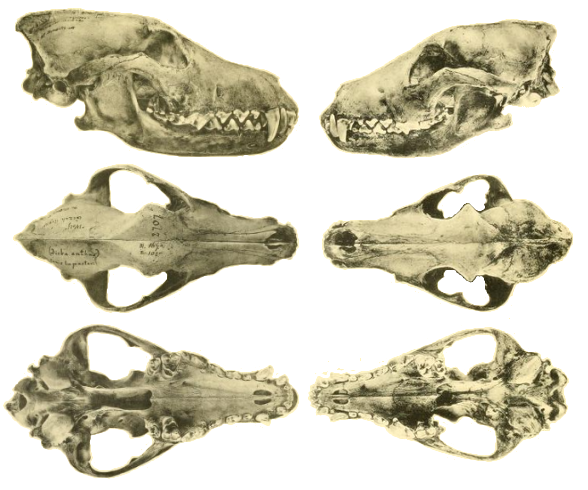
金狼（左）和亚洲胡狼（右）的头骨。注意前者的前额更高 ，口鼻部更窄。

## 行为

### 社会行为
金狼的社会组织非常灵活，根据食物的丰度和分布情况而异。基本的社会单位是繁殖对，然后是其当季的后代，以及还未离开原生狼群、仍作为“助手”的年轻后代。金狼很少结为大群，只有在有大量人类垃圾的地区才有记录。与黑背胡狼相比，金狼之间的家庭关系相对和平；尽管繁殖头狼会抑制成年幼崽的性行为和领地行为，但它们就不会在成年后就被主动驱赶出去。同时，金狼也比黑背胡狼更经常躺在一起，更频繁地互相梳理毛发。在塞伦盖蒂，繁殖头狼一般占据2-4km2的永久性领地，并且仅在饮水或被大型尸体吸引时才会离开。头狼会巡逻并用气味标记其领土。头狼和“助手”从狼都会对入侵者做出积极反应，但一般对同性入侵者的攻击型最强。头狼对异性入侵者不会互相帮助驱逐。

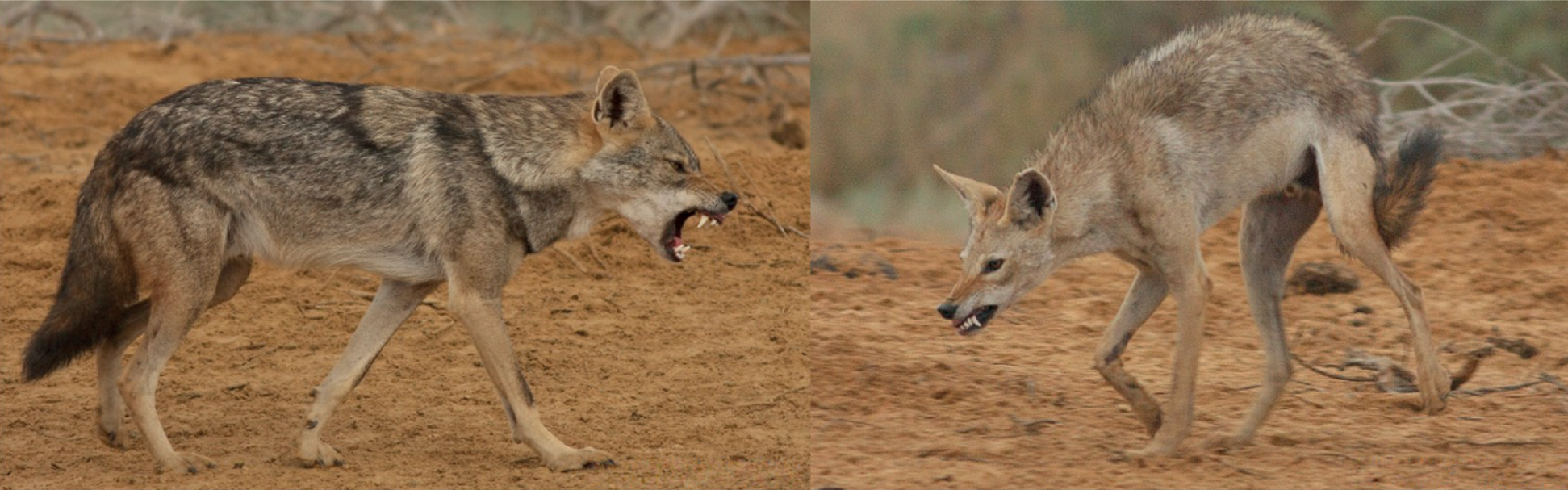
C. l. lupaster （左）和C. l. anthus（右）的威胁姿态

### 交流
金狼经常互相梳理毛发。这种行为在求偶过程中尤其突出，时间可能长达30分钟。在问候仪式中，金狼会轻咬对方的脸和脖子。打斗时，非洲金狼用臀部猛击对手，咬住并摇晃对方的肩膀。该物种的肢体语言符合典型的犬科特征，其面部肌肉比黑背胡狼、侧纹胡狼更灵活，能够像狗一样露出犬齿。 
金狼的“语言”与家犬的相似，已纪录的声音有七种。金狼的发声包括嚎叫，吠叫，低吼，呜呜声和咯咯声。亚种之间的嚎叫存在差异。最常听到的声音之一是高亢的嚎叫，其中包含三种：长单音的持续嚎叫、音调时高时低的持续嚎叫，以及一系列短而断断续续的断声嚎叫。这些嚎叫声用于恐吓入侵者并吸引家庭成员。嚎叫合唱被认为能够加强家庭成员之间的联系，并建立领土地位。金狼和一些灰狼亚种嚎叫的比较分析表明，前者的嚎叫与印度狼具有相似之处，音高且持续时间相对较短。

### 捕猎行为

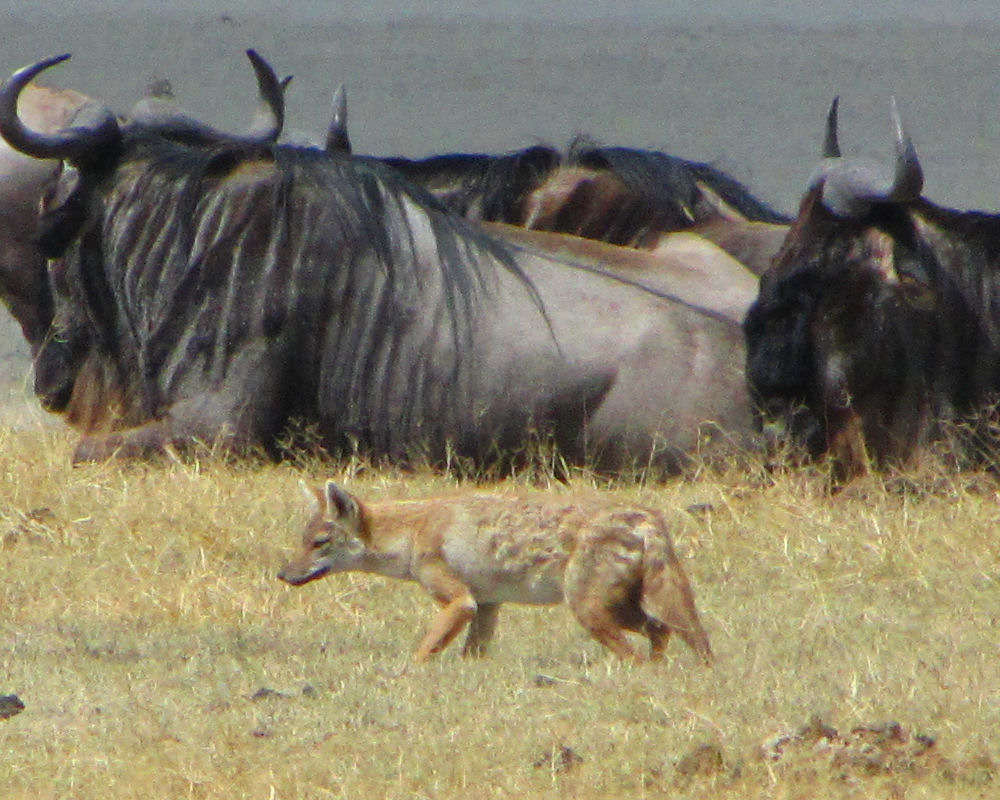
坦桑尼亚的恩戈罗恩戈罗国家公园，一只塞伦盖蒂金狼（C. l. bea）穿过一群斑纹角马。

由于其速度较慢，金狼很少捕到野兔。瞪羚母亲（通常组成两到三个的小群）在保护幼崽时对抗独狼时非常有效；但当金狼成对出动时，它们在捕猎瞪羚幼崽的成功率更高。一对狼会有条不紊地在畜群、高草、灌木丛和其他可能的藏身处寻找隐藏的瞪羚幼崽。
尽管金狼能杀死重量是其自身重量的三倍的猎物，其对哺乳动物猎物的攻击频率远低于黑背胡狼。在捕获大型猎物时，非洲金狼往往不会杀死它，而是会撕开腹部直接进食内脏。小猎物通常通过摇晃杀死，但蛇可能会从尾部直接开始吞食。金狼经常带走超过其进食能力的食物，并储存剩余物，并通常在24小时内将其回收。当觅食昆虫时，金狼会翻开粪堆以寻找蜣螂。在干旱季节，它会挖掘粪球取食粪球内的幼虫。蚱蜢和婚飞白蚁一般通过空中拦截、或者在地面上猛扑捕获。金狼对其他食腐动物的排异性很强，并且一般在与秃鹫争夺尸体时占据主动地位，可以击退数十只秃鹫。

## 生态

### 分布与栖息地
金狼分布在非洲北部，包括塞内加尔，布基纳法索，喀麦隆，中非共和国，吉布提，厄立特里亚，埃塞俄比亚，几内亚，马里，毛里塔尼亚，尼日尔，索马里，南苏丹，苏丹，西撒哈拉，尼日利亚，乍得，摩洛哥，阿尔及利亚，突尼斯，利比亚，肯尼亚，埃及和坦桑尼亚。其化石纪录可以追溯到更新世，并表明该物种的范围并不仅限于非洲，在黎凡特和沙特阿拉伯也发现了遗骸。在坦桑尼亚，金狼的分布局限在在乞力马扎罗山西坡和塞伦盖蒂中心之间的一小部分北部地区。在塞伦盖蒂，它主要生活中短草平原， 恩戈罗恩戈罗保护区的地面以及Olmoti和Empakai火山口之间的平原。金狼在塞伦盖蒂国家公园、 Loliondo和Maswa禁猎区相对罕见。该物种还栖息在纳特恩湖地区和西乞力马扎罗山。金狼在阿鲁沙国家公园的北部和南部的马尼亚拉（Manara）偶有发现。在其常见的分布区，如塞伦盖蒂国家公园和恩戈罗戈罗火山的短草平原，金狼的种群密度一般在每平方公里0.5和1.5之间。自1970年代初以来，塞伦盖蒂国家公园的南部平原金狼的种群数量下降了60％，但其原因尚不清楚。
非洲金狼能够适应许多不同的栖息地。在阿尔及利亚，它生活在地中海沿岸和丘陵地区（包括绿树成荫的农田，灌木丛，松林和橡树林），而塞内加尔的种群则居住在热带半干旱气候区，包括萨赫勒草原。在马里，金狼在干旱的萨赫勒山块有记录。在埃及，金狼居住在农区，荒地，沙漠边缘，多岩石的地区和悬崖上。在纳赛尔湖（Lake Nasser） ，它生活在湖岸附近。2012年，金狼在摩洛哥的阿兹拉尔省海拔1800米的地方被拍摄。在埃塞俄比亚北部恩德塔区人口密度较高且其自然猎物密度较低的地区，金狼的种群依然相当健康。据报道，金狼是在非洲东部厄立特里亚达纳基尔洼地极度干旱沙漠中仍有记录。

### 食性

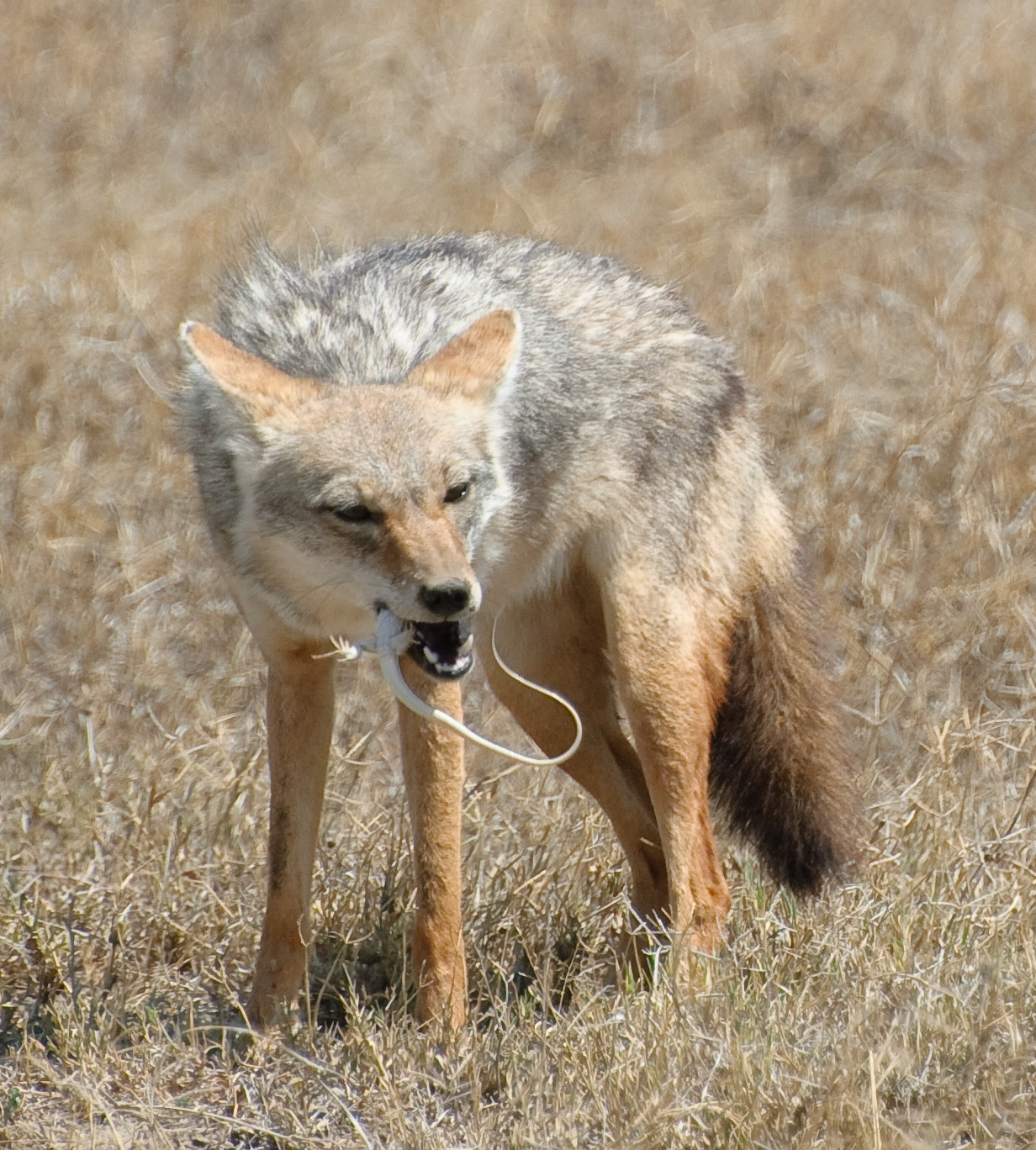
塞伦盖蒂金狼（C. l. bea）吃着鬣蜥

在西非，金狼的猎物局限于小猎物，例如野兔，鼠，地松鼠和蔗鼠。其他猎物包括蜥蜴、蛇以及在地面筑巢的鸟类，如鹧鸪和鸨。它也大量食用昆虫，其中包括蜣螂，幼虫，白蚁和蝗虫。它还会杀死年轻的瞪羚，霓羚和疣猪。在东非，金狼会食用无脊椎动物和果实，但其食性的60％是由啮齿动物、蜥蜴、蛇、鸟、野兔和汤氏瞪羚组成。在角马产仔季节，金狼几乎完全以其胎盘为食。在塞伦盖蒂和恩戈罗恩戈罗火山口，其食谱中只有不到20％来自食腐。在塞内加尔，C. l. anthus和C. l. lupaster共存，两者之间存在一定程度的生态位区分；前者据说主要以羔羊为食，而后者则攻击较大的猎物，例如绵羊，山羊和牛。

### 敌人和竞争对手
金狼通常通过占据不同的栖息地（草地，而不是后两个物种偏爱的开放式林地）并在白天更活跃来避免黑背和側紋胡狼的竞争 然而，金狼会杀死黑背胡狼的幼崽， 但在与金狼争夺尸体时，成年黑背胡狼往往会占据主动地位。金狼经常与三色犬一起进食，并会在三色犬试图骚扰它时自卫而不是逃跑。金狼与埃塞狼的互动往往是敌对性的：如果埃塞俄比亚狼进入金狼的领地，金狼将占主导地位，反之亦然。尽管金狼是效率低下的啮齿动物捕食者，因而无法与埃塞俄比亚狼直接竞争，但人类的猎杀可能使前者无法达到足以完全取代后者的数量。尽管如此，至少有一个金狼狼群收养雄性埃塞俄比亚狼的记录。
非洲金狼会与斑鬣狗一起进食，但如果它们靠近得太近则会被追赶。在瞪羚产仔季节，因为金狼追踪和捕捉幼崽的效率较高，斑鬣狗有时会跟随金狼。鬣狗一般不吃狼肉；据报道，四只鬣狗花了一个半小时才吃掉一头金狼。总体而言，在没有食物或幼崽的时候，金狼和斑鬣狗通常会互相忽略。在面对接近其巢穴的鬣狗时，金狼会轮流咬它的臀部直至其撤退。
塞伦盖蒂的金狼会携带犬细小病毒，犬疱疹病毒，犬冠状病毒和犬腺病毒。

## 参阅
- 衣索比亞狼
- 胡狼

## 进一步阅读
- 谢丽尔·林·迪巴斯（Cheryl Lyn Dybas），“A Wolf in Jackal's Clothing”，非洲地理杂志（2012年7月）
- 谢丽尔·林·迪巴斯（Cheryl Lyn Dybas），“In the Long Shadow of the Pyramids and Beyond: Glimpse of an African... Wolf?” ，国际狼中心（2015年春季）
- 雨果·范·拉威克（Hugo van Lawick）和简·古道（Jane Goodall）（1971），《无辜的杀手》 ，霍顿·米夫林公司，波士顿